# Криворізький національний університет
Криворі́зький націона́льний університе́т (ДВНЗ КНУ, відкритий як технікум) — державний вищий навчальний заклад України, розташований у місті Кривий Ріг.
Утворений у 2011 році на базі Криворізького технічного університету, КНУ — багатогалузевий центр технічної освіти і науки Кривбасу. Підготовка фахівців на факультетах проводиться з 33 спеціальностей за рівнями: бакалавр, спеціаліст, магістр.

## Історія
Дата заснування — 4 жовтня 1922 року, коли відповідно до спеціальної постанови Радянського уряду в приміщенні 7-річної школи на ст. Вечірній Кут розпочав роботу Криворізький вечірній робітничий технікум. Його завданням було готувати інженерно-технічні кадри для залізорудних підприємств Криворіжжя. На 3-х відділеннях технікуму — гірничому, механічному та електротехнічному — розпочали навчання 67 студентів, а навчальний процес здійснювали 20 викладачів, 9 з яких мали вищу освіту. Перший випуск відбувся у 1926 році; 12 студентів отримали дипломи техніків.
У 1929 р. технікум було перетворено у вечірній робітничий інститут, а з 1931 р. — у Криворізький гірничорудний інститут. У післявоєнні роки кількість спеціальностей, за якими готувалися інженерні кадри, досягла дванадцяти.
У 1972 році за заслуги у підготовці інженерних кадрів і розвиток наукових досліджень Президія Верховної Ради СРСР нагородила інститут орденом Трудового Червоного Прапора. Значна кількість викладачів і наукових працівників була відзначена урядовими нагородами.
З 1994 р. інститут набув статуту технічного університету.
21 березня 2011 року постановою Кабінету Міністрів України № 280 злиттям Криворізького технічного університету та Криворізького державного педагогічного університету, з приєднанням Криворізького економічного інституту КНЕУ, Криворізького металургійного факультету НМетАУ та державних підприємств: Науково-дослідного гірничорудного інституту і Науково-дослідного інституту безпеки праці та екології в гірничорудній і металургійній промисловості було створено Криворізький державний університет. У 2016 році педагогічний, економічний та металургійній інститути було виокремлено у самостійні навчальні заклади.
24 травня 2011 року згідно з Указом Президента України Віктора Януковича № 599/2011 Криворізькому державному університету надано статус національного.
За період з 1922 р. по 2012 р. підготовлено близько 70 тис. спеціалістів. Аспірантура готує науково-педагогічні кадри з 24 спеціальностей, а докторантура — з 8. Працюють 3 спеціалізовані вчені ради по захисту докторських і кандидатських дисертацій із 10 спеціальностей. Використовуючи великий науковий потенціал, Криворізький гірничорудний інститут став ініціатором створення Академії гірничих наук України (1991), президентом якої є голова наглядової ради Криворізького національного університету, професор Юрій Вілкул. 
Створення Академії гірничих наук дало змогу більш ефективно поєднувати навчальний процес з науковою діяльністю академічних структур і кафедр, готувати спеціалістів, які відповідали б сучасним вимогам. Загальноуніверситетські факультети мають міцну навчальну і наукову базу. Навчально-виховний процес та наукова робота здійснюється у 6 навчально-лабораторних корпусах. Вони мають: 65 аудиторій, 93 лабораторії, 12 навчальних кабінетів, 11 читальних залів, 25 приміщень, обладнаних комплексами технічних засобів навчання і навчального телебачення. У навчальному процесі широко використовуються класи, обладнані персональними комп'ютерами, 7 креслярських залів, 6 залів курсового та дипломного проектування, 6 спортивних залів. Все це сприяє якісній підготовці висококваліфікованих спеціалістів, відповідає сучасним вимогам та вищим стандартам освіти.

## Кампуси і корпуси

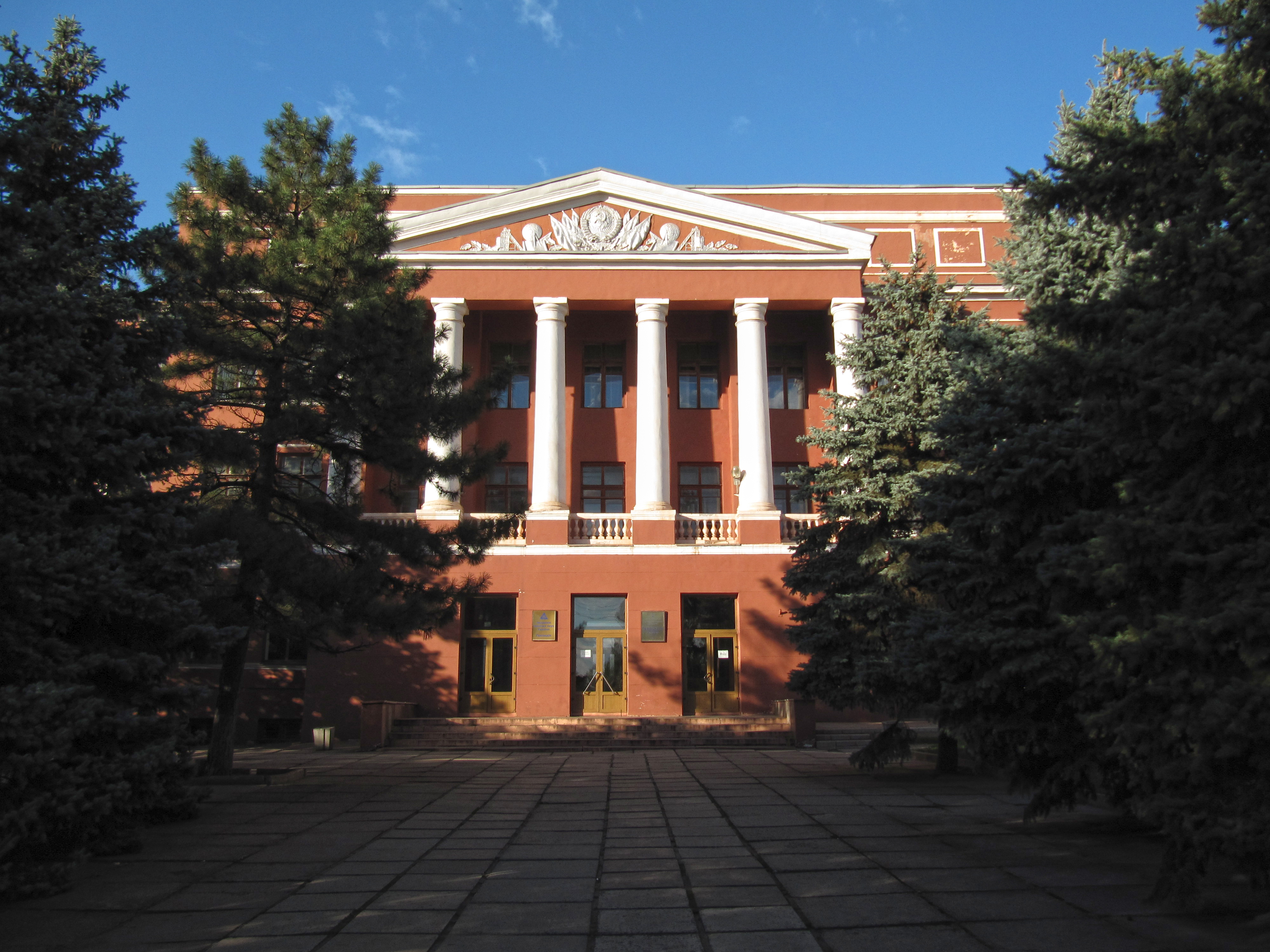
Старий корпус інституту (вул. Гірничих інженерів, 37), Гірничий та Геолого-екологічний факультет

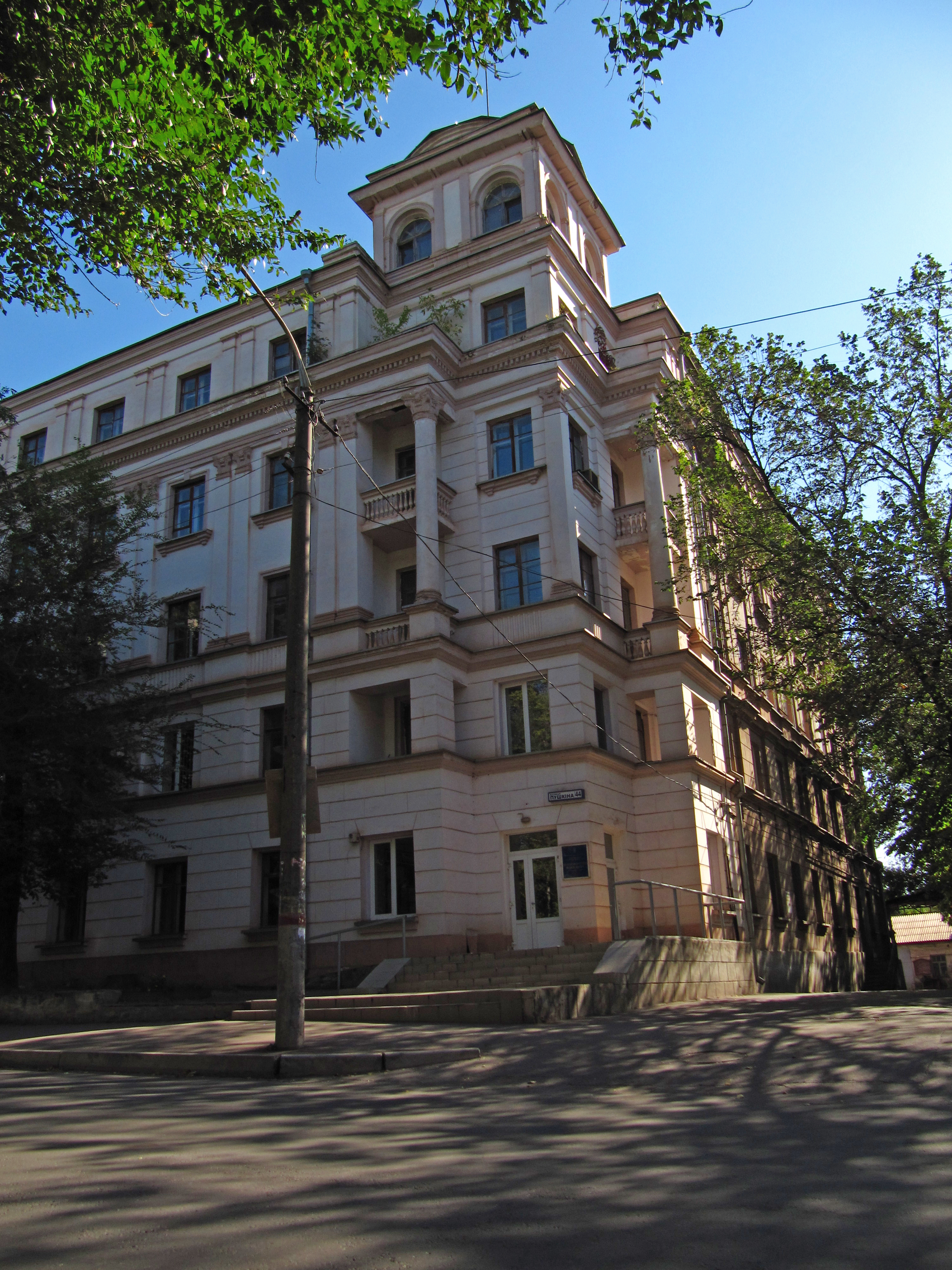
Будинок на вулиці Гірничих інженерів, 44

В 1929 р. технікум було перетворено у вечірній робітничий інститут, у 1931 р. — у Криворізький гірничорудний інститут, перший вищий навчальний заклад на Криворіжжі. У зв'язку з розширенням закладу по вулиці Гірничих інженерів (раніше Пушкіна) було збудовано навчальний корпус гірничорудного інституту у 1930—1932 рр. за авторським проектом архітектора Харківського інституту «Діпромісто» Й. Ю. Каракиса. В 1947 р. навчальний корпус відновлено і реконструйовано, додано класичний портик та колони.
У 1940 р. засновано так званий «лабораторний корпус», в якому діяв залізорудний робфак. Він був першим п'ятиповерховим будинком у місті, та був побудований за авторським проектом архітектора Михайлова, Московський інститут «Гіпровуз».
Головний корпус знаходиться у Металургійному районі по вул. Віталія Матусевича (колишня XXII партз'їзду), 11.
Відповідно до розпорядження голови Дніпропетровської державної адміністрації від 12.04.1996 р. № 158-р Гірничорудний інститут (вул. Гірничих інженерів, 37) є пам'яткою архітектури місцевого значення міста Кривого Рогу з охоронним номером 128.

## Структура

### Факультети
- Гірничий факультет (у 1980–1998 роках був розділений на факультети підземної та відкритої розробки родовищ корисних копалин)
  - кафедра підземної розробки родовищ корисних копалин
  - кафедра відкритих гірничих робіт
  - кафедра маркшейдерії
  - кафедра рудникової аерології та охорони праці
  - кафедра будівельних геотехнологій
- Механіко-машинобудівний факультет (створений у 1964 році)
  - кафедра технології машинобудування
  - кафедра теоретичної та прикладної механіки
  - кафедра гірничих машин і обладнання
  - кафедра нарисної геометрії та інженерної графіки
- Будівельний факультет (створений у 1959 році)
  - кафедра будівельних конструкцій
  - кафедра технології, організації і механізації будівництва
  - кафедра архітектури та містобудівництва
  - кафедра технології будівельних виробів, матеріалів і конструкцій
  - кафедра теплогазоводопостачання, водовідведення і вентиляції
  - кафедра опору матеріалів та будівельної механіки
  - кафедра філософії і соціальних наук
- Електротехнічний факультет (створений у 1964 році)
  - кафедра електропостачання та енергетичного менеджменту
  - кафедра автоматизованого електроприводу
  - кафедра електромеханіки
  - кафедра теплоенергетики
  - кафедра фізики
  - кафедра систем промислового електроспоживання та електричного транспорту
- Геолого-екологічний факультет (у 1947 році створений як геологічний; у 1960–1966 роках називався геологорозвідувальним; у 1966–2008 — геолого-збагачувальний)
  - кафедра геології та прикладної мінералогії
  - кафедра екології
  - кафедра геодезії
- Факультет інформаційних технологій (створено 1 вересня 2001 року)
  - кафедра моделювання і програмного забезпечення
  - кафедра інформатики, автоматики і систем управління
  - кафедра комп'ютерних систем та мереж
  - кафедра економічної кібернетики і управління проектами
  - кафедра інженерної математики
  - кафедра інженерної педагогіки та мовної підготовки
- Транспортний факультет (створений у 1993 році)
  - кафедра автомобільного транспорту
  - кафедра підйомно-транспортних машин
  - кафедра історії та українознавства

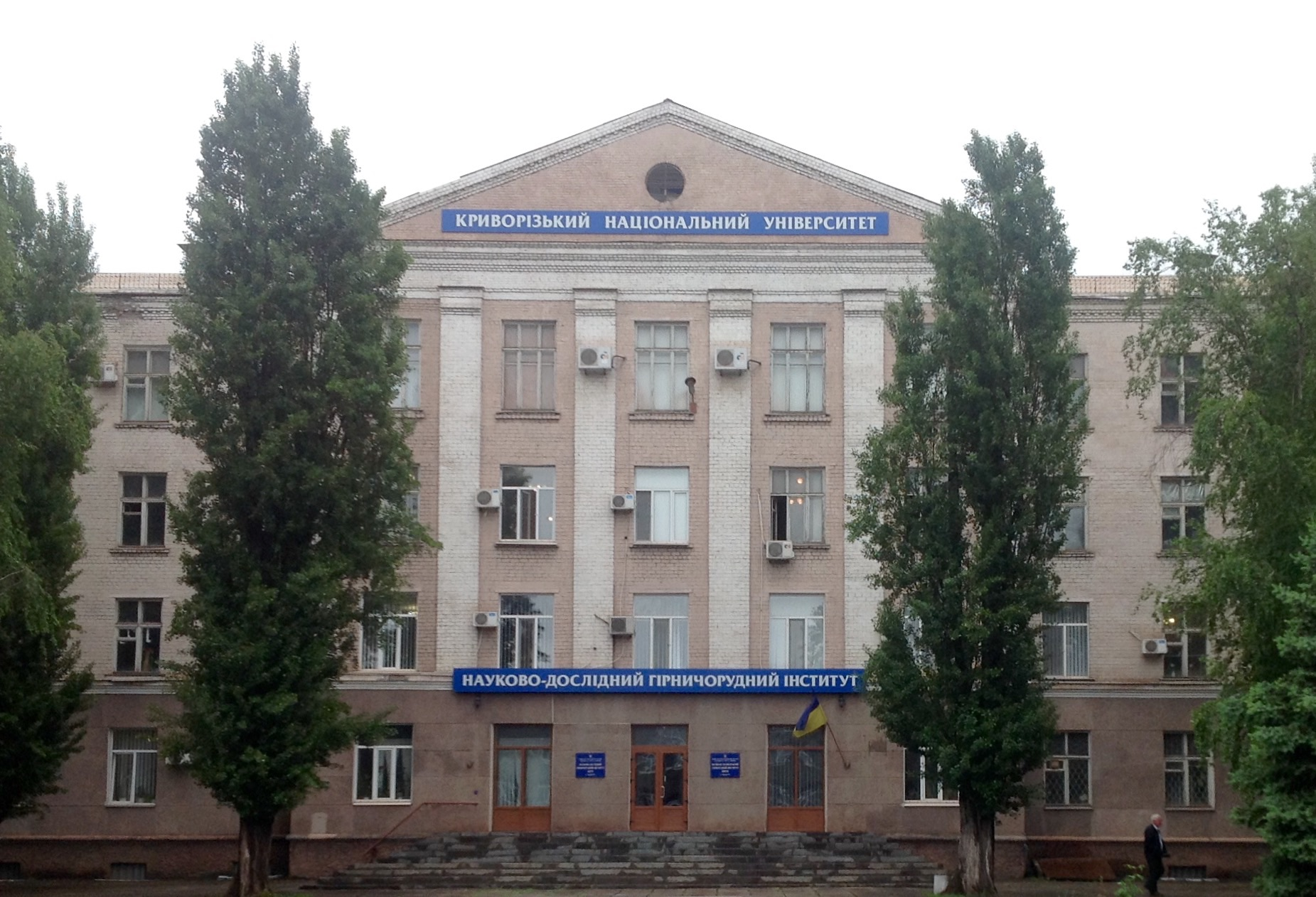
Державний науково-дослідний гірничорудний інститут

  - кафедра фізичного виховання

### Науково-дослідні інститути
- - Науково-дослідний гірничорудний інститут
  - Науково-дослідний інститут безпеки праці та екології в гірничорудній і металургійній промисловості
    - Заснований 1971 року у Кривому Розі як науково-дослідний заклад. Напрями діяльності: розробка способів безпечного ведення робіт, вивчення причин виникнення рудникових пожеж, завалів і затоплень, створення методів запобігання їх і ведення гірничорятувальних робіт. Є аспірантура. Інститут видає збірник праць.

### Коледжі
- Індустріальний коледж
- Політехнічний коледж
- Інгулецький коледж
- Криворізький гірничий коледж
- Гірничо-електромеханічний коледж
- Автотранспортний коледж

### Підрозділи
- Центр підвищення кваліфікації перепідготовки, удосконалення
- Відділ з питань надзвичайних ситуацій та цивільного захисту
- Інформаційно-обчислювальний центр
- Центр сприяння працевлаштуванню студентів і випускників
- Центр соціального аналізу та вдосконалення навчально-виховного процесу
- Навчально-методичний відділ
- Відділ міжнародних зв'язків
- Приймальна комісія

До складу факультетів загальноуніверситетського підпорядкування КНУ входять 7 факультетів технічного профілю, а також інші структурні підрозділи, які безпосередньо підпорядковуються ректору Криворізького національного університету. Напрямки підготовки гірничого профілю: геологія, геодезія, картографія, гірництво (підземна розробка родовищ корисних копалин, шахтне будівництво, відкриті гірничі роботи, маркшейдерська справа тощо). Крім того, до складу університету на правах відокремлених структурних підрозділів входять навчальні заклади І-ІІ рівнів акредитації (технікуми, коледжі і педагогічні училища).
В цілому у Криворізькому національному університеті здобувають освіту понад 20 тисяч студентів всіх рівнів акредитації.

## Ректори
- Георгій Малахов (1951—1973)
- Юлій Астаф'єв (1973—1985)
- Володимир Бизов (1985—2003)
- Юрій Вілкул (2003—2006)
- Анатолій Темченко (2006—2010)
- Юрій Вілкул (2010)

З 2010 року — Микола Ступнік.

## Випускники
- Димінський Петро Петрович — почесний президент футбольного клубу «Карпати» (Львів), Народний депутат України
- Соцький Василь Михайлович — український гірничий інженер, підприємець, науковий діяч
- Поваренних Олександр Сергійович — вчений в галузі мінералогії і кристалохімії, філософських проблем природознавства, лауреат Державної премії УРСР в галузі науки і техніки (1983)
- Мартиненко Володимир Петрович — Лауреат Державної премії України в галузі науки і техніки (1982, 1999)
- Леміш Валентин Пантелійович — Народний депутат України 1-го скликання
- Короленко Михайло Костянтинович — міністр промислової політики України
- Родіонов Сергій Петрович — вчений-петрограф, дослідник родовищ залізних руд
- Любоненко Юрій Вікторович — міський голова міста Кривий Ріг
- Сальдо Володимир Васильович — міський голова міста Херсон (2002-12)
- Гутовський Григорій Іванович — міський голова міста Кривий Ріг
- Вілкул Олександр Юрійович — віце-прем'єр-міністр України
- Бойко Віктор Григорович — радник посольства СРСР в Румунії
- Гіренко Андрій Миколайович —1-й секретар ЦК ЛКСМ України
- Щокін Вадим Петрович — вчений, лауреат премії Президента України для молодих вчених
- Удод Євген Григорович — голова Обласної ради Дніпропетровської області,
- Должанський Юрій Мойсейович — комсорг 10-го гвардійського стрілецького полку 6-ї гвардійської стрілецької дивізії 60-ї армії Центрального фронту
- Вакульчук Олексій Олексійович — старший лейтенант Збройних сил України
- Кулигін Олег Борисович — капітан Збройних сил України
- Мецгер Євген Володимирович — український банкір
- Череп Валерій Іванович — міністр сільського будівництва УРСР, міністр транспорту України
- Зеленська Олена Володимирівна — дружина українського актора та політика Володимира Зеленського
- Шефір Борис Нахманович — автор «Студії Квартал-95»
- Шефір Сергій Нахманович — автор «Студії Квартал-95»
- Назаренко Володимир Михайлович — український вчений, винахідник, доктор технічних наук, професор, академік-секретар, академік Міжнародної академії комп'ютерних наук і систем (International Academy of Computer Sciences and Systems)

## Нагороди та репутація

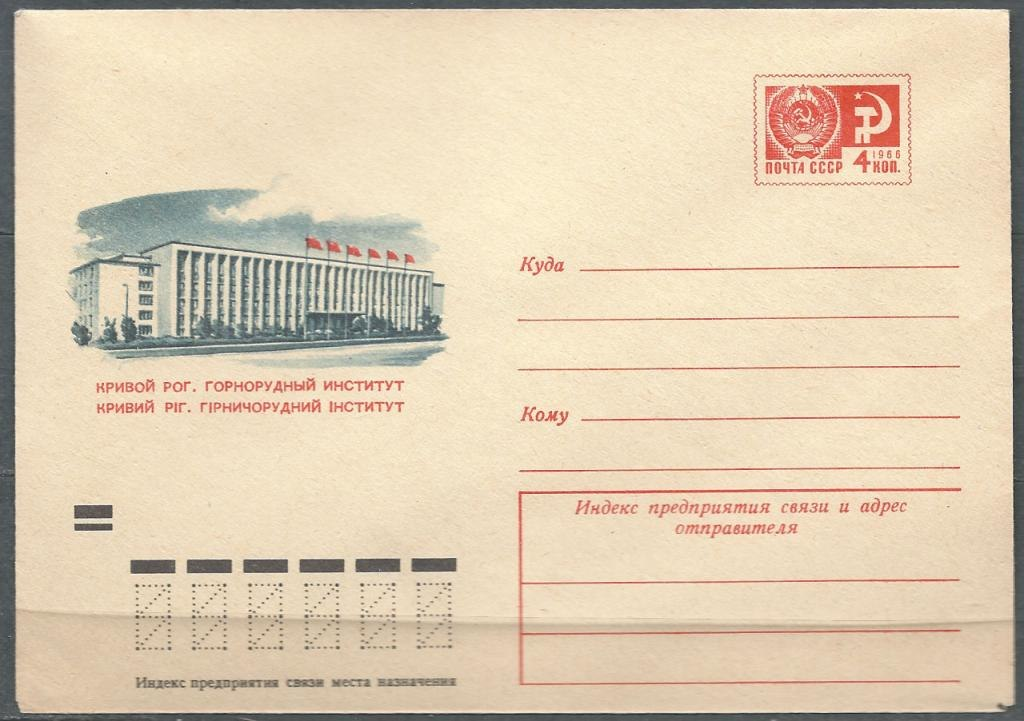
Поштовий конверт із зображенням Університету, 1966 рік

Окремі викладачі були удостоєні Ленінської та Державної премії, вченими інституту у 1969 р. було експоновано на ВДНГ СРСР 39 науково-дослідних робіт, за які Інститут був нагороджений Великою Золотою медаллю і Дипломом 1-го ступеня, а 29 викладачів і 23 студенти — медалями виставки і преміями. У 1982 році інститут був нагороджений Почесною грамотою Президії Верховної Ради УРСР.